# Capitale naturale

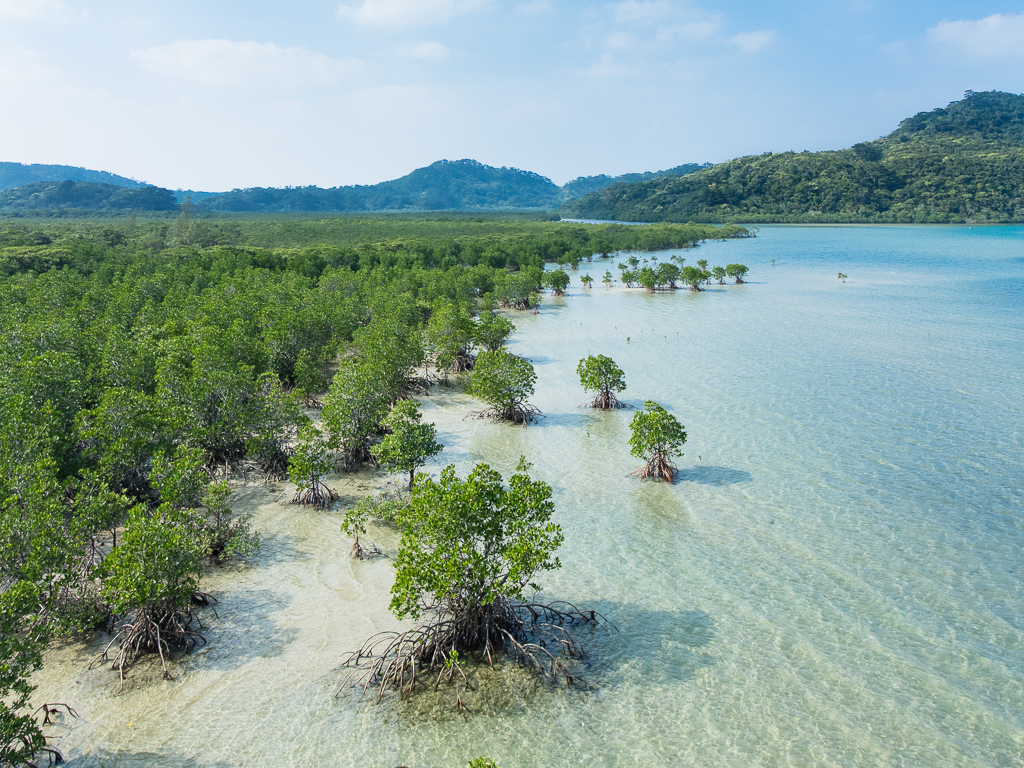
Palude di mangrovie sull'isola di Iriomote, in Giappone, che fornisce benefici servizi di accumulo di sedimenti, protezione costiera, vivaio e zone di riproduzione dei pesci che possono a loro volta sostenere le comunità di pescatori costieri. Almeno il 35% del patrimonio mondiale di paludi di mangrovie è stato distrutto in soli 20 anni

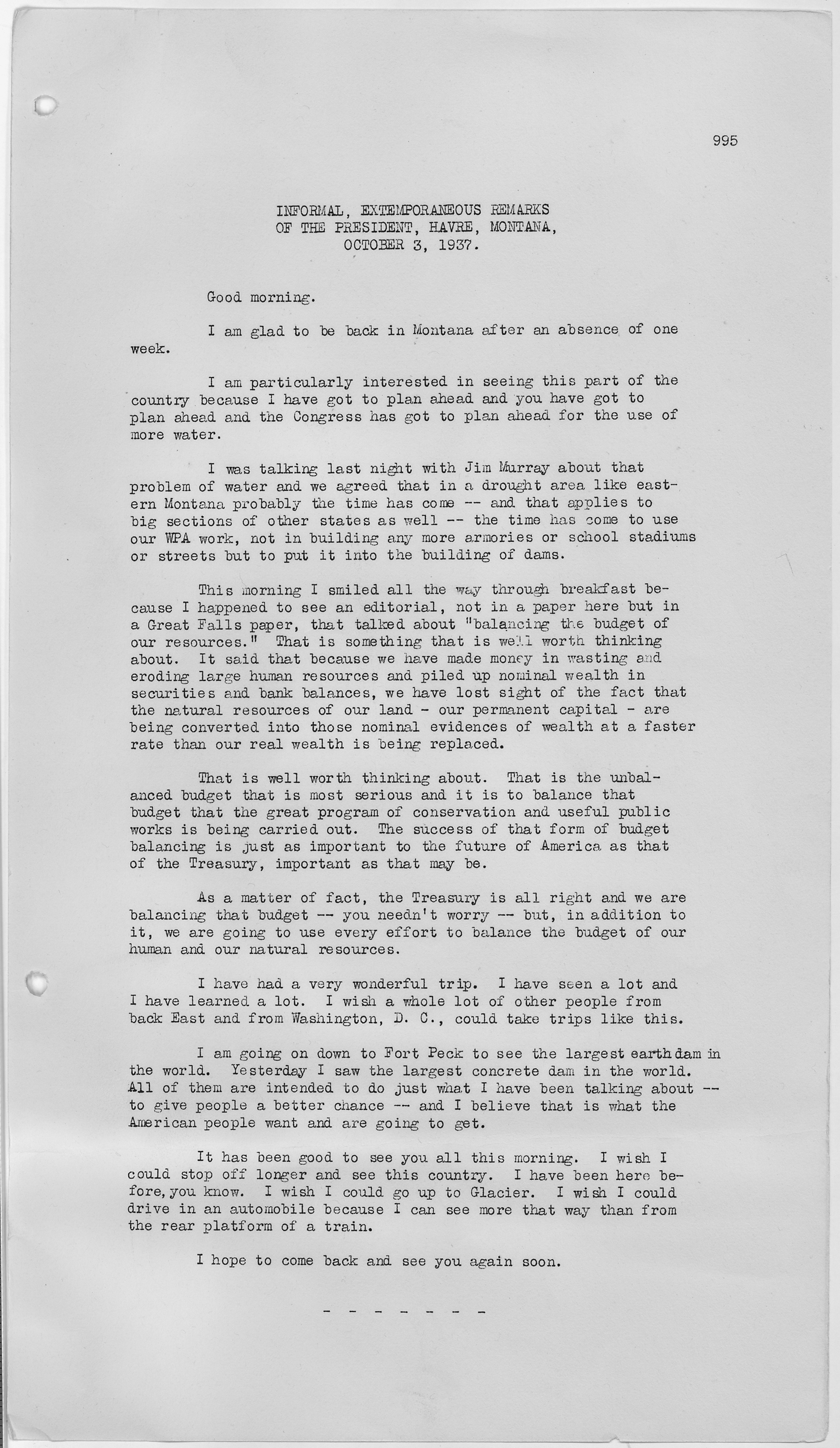
Osservazioni del 1937 di FDR su "capitale naturale" e "bilanciamento del budget delle nostre risorse"

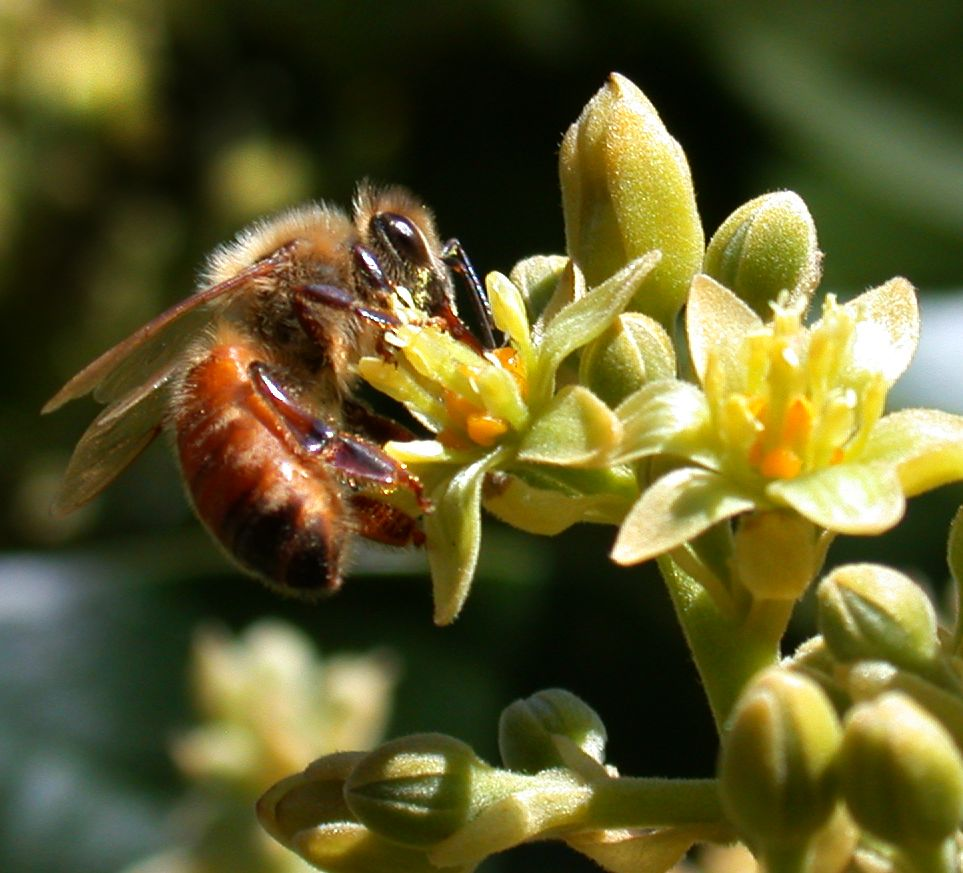
Ape mellifera (Apis mellifera) che impollina un raccolto di avocado. Gli stock sani di specie impollinatrici selvatiche e coltivate sono importanti per sostenere l'industria agricola e contribuire a garantire la sicurezza alimentare.

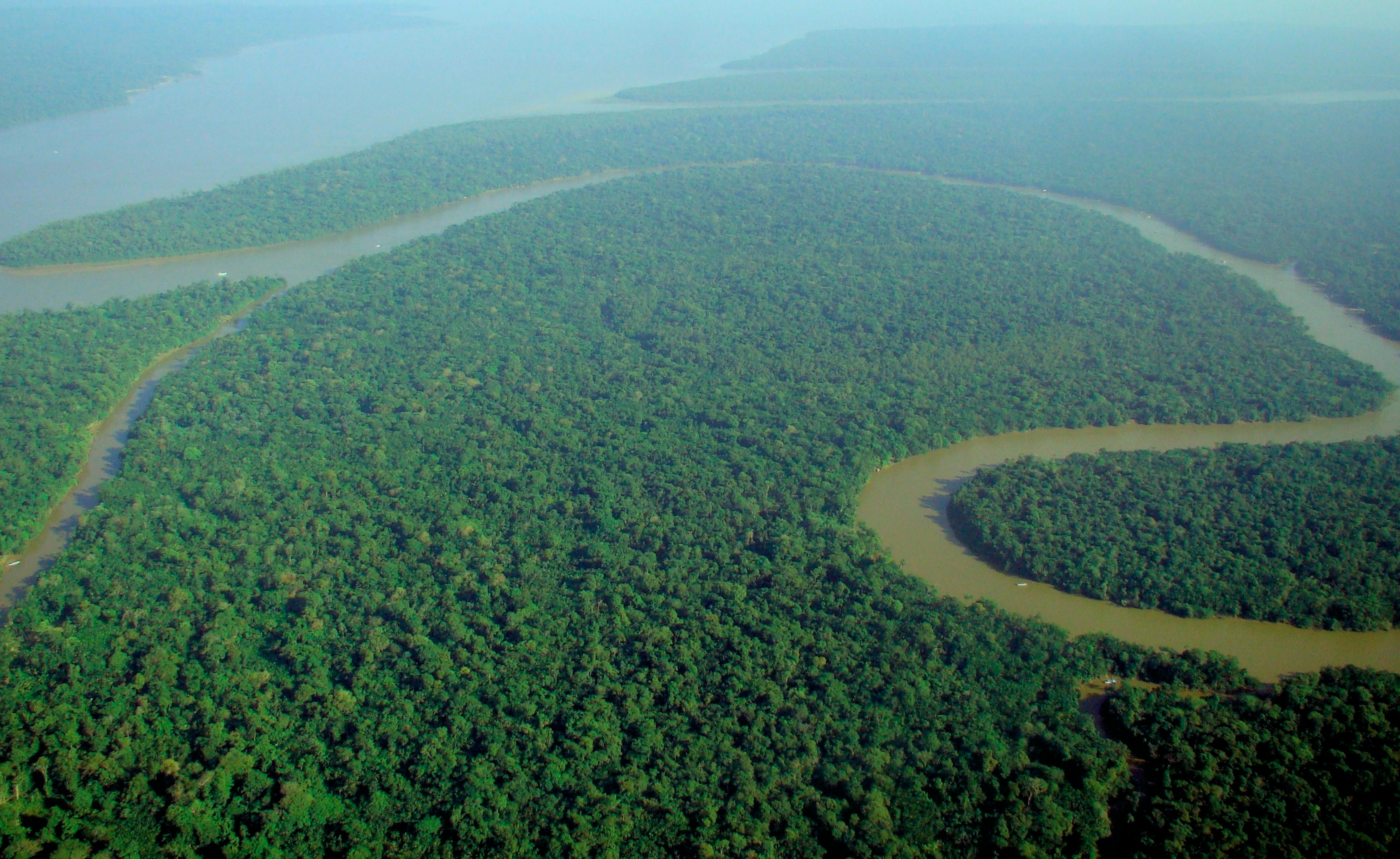
Vista aerea della foresta pluviale amazzonica. Considerata una risorsa di capitale naturale, le foreste pluviali forniscono servizi di regolazione dell'aria e dell'acqua, potenziali fonti di nuovi farmaci e sequestro del carbonio naturale.

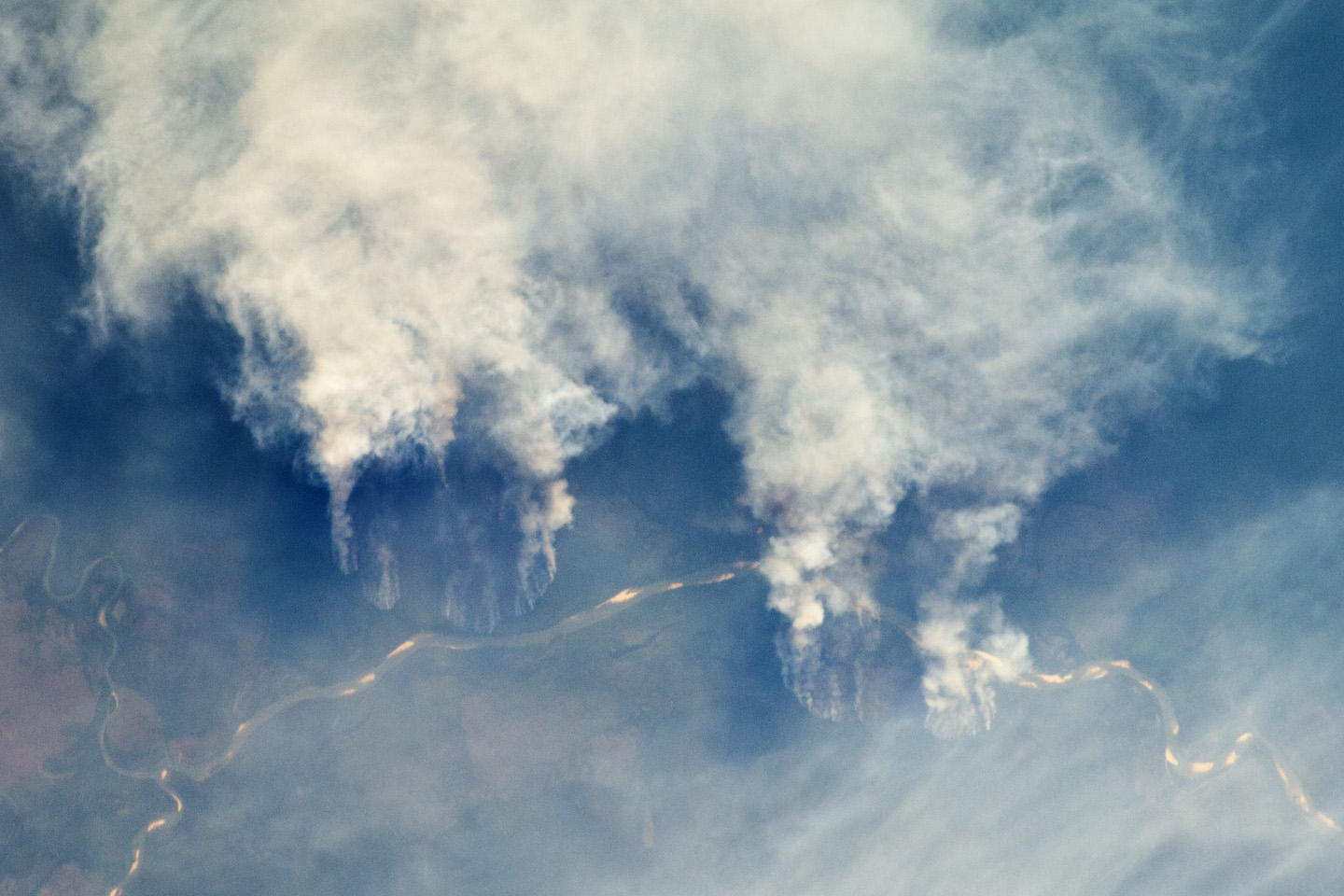
Incendi lungo il Rio Xingu, Brasile - Osservatorio della Terra della NASA. La perdita di capitale naturale può avere un impatto significativo sulle economie locali e globali, nonché sul clima.

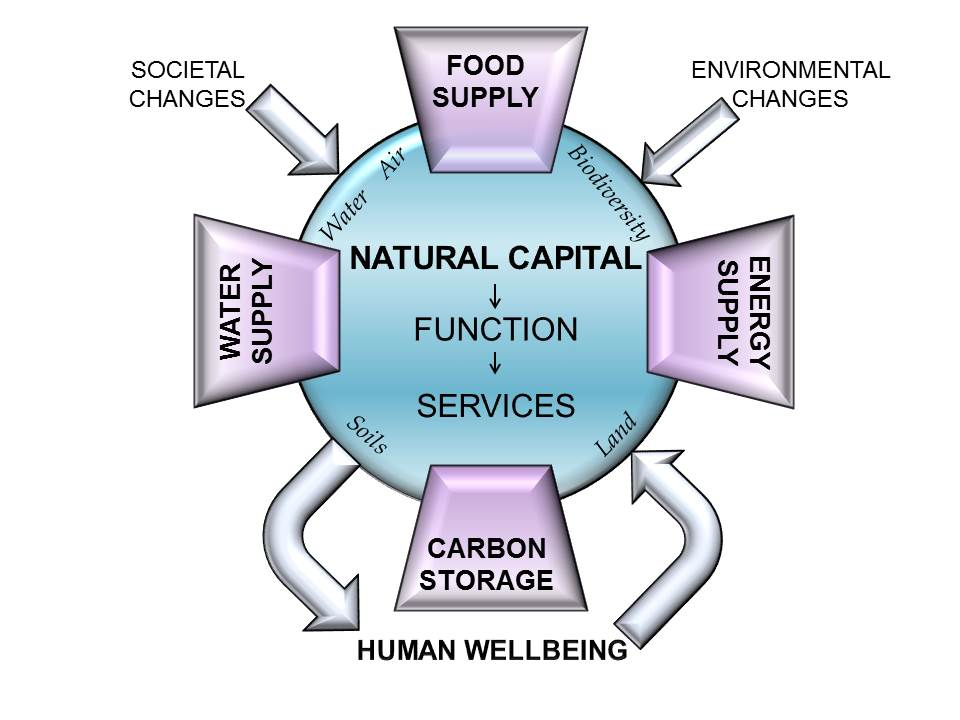
Le molte componenti del capitale naturale possono essere considerate come fornire beni essenziali e servizi ecosistemici che sono alla base di alcune delle nostre principali questioni globali, come l'approvvigionamento di cibo e acqua, riducendo al minimo i cambiamenti climatici e soddisfacendo le esigenze energetiche.

Il capitale naturale è lo stock mondiale di risorse naturali, che comprende geologia, suolo, aria, acqua,vegetazione e tutti gli organismi viventi. Alcune risorse di capitale naturale forniscono alle persone beni e servizi gratuiti, spesso chiamati servizi ecosistemici. Due di questi (acqua pulita e terreno fertile) sono alla base della nostra economia e società, rendendo possibile la vita umana.
È un'estensione della nozione economica di capitale (risorse che consentono la produzione di più risorse) a beni e servizi forniti dall'ambiente naturale. Ad esempio, una foresta o un fiume ben mantenuti possono fornire un flusso indefinitamente sostenibile di nuovi alberi o pesci, mentre un uso eccessivo di tali risorse può portare a un calo permanente della disponibilità di legname o di stock ittici. Il capitale naturale offre inoltre alle persone servizi essenziali, come il bacino idrografico, il controllo dell'erosione e l'impollinazione delle colture da parte degli insetti, che a loro volta garantiscono la redditività a lungo termine di altre risorse naturali. Poiché la fornitura continua di servizi dalle risorse di capitale naturale disponibili dipende da un ambiente sano e funzionante, la struttura e la diversità degli habitat e degli ecosistemi sono componenti importanti del capitale naturale. I metodi, chiamati "controlli delle risorse di capitale naturale", aiutano i decisori politici a capire come i cambiamenti nella performance attuale e futura delle attività del capitale naturale avranno un impatto sul benessere umano e sull'economia.

## Storia del concetto
Il termine "capitale naturale" è stato usato per la prima volta nel 1973 da EF Schumacher nel suo libro Piccolo è bello ed è stato sviluppato ulteriormente da Herman Daly, Robert Costanza e altri fondatori della scienza dell'economia ecologica, nell'ambito di una critica globale alle carenze dell'economia convenzionale. Il capitale naturale è un concetto centrale per la valutazione economica dei servizi ecosistemici che ruota attorno all'idea, secondo cui la vita non umana produce beni e servizi essenziali per la vita umana. Pertanto, il capitale naturale è essenziale per la sostenibilità dell'economia.
In un'analisi economica tradizionale dei fattori di produzione, il capitale naturale verrebbe normalmente classificato come "terra" distinta dal "capitale" tradizionale. La distinzione storica tra "terra" e "capitale" ha definito la "terra" come naturale con una fornitura fissa, mentre il "capitale", come originariamente definito, si riferiva solo ai beni artificiali. (ad esempio, il georgismo) Tuttavia, è fuorviante considerare la "terra" come se la sua capacità produttiva fosse fissa, poiché il capitale naturale può essere migliorato o degradato dalle azioni dell'uomo nel tempo (vedi Degrado ambientale). Inoltre, il capitale naturale produce benefici e beni, come legname o cibo, che possono essere raccolti dall'uomo. Questi benefici sono simili a quelli realizzati dai proprietari di capitale infrastrutturale che produce più beni, come una fabbrica che produce automobili proprio come un melo produce mele.
Gli ecologi stanno collaborando con gli economisti per misurare ed esprimere i valori della ricchezza degli ecosistemi come un modo per trovare soluzioni alla crisi della biodiversità. Alcuni ricercatori hanno tentato di assegnare una cifra in dollari ai servizi ecosistemici come il valore che il contributo della foresta boreale canadese ai servizi ecosistemici globali. Se ecologicamente intatta, la foresta boreale ha un valore stimato di 3,7 trilioni di dollari. L'ecosistema forestale boreale è uno dei più grandi regolatori atmosferici del pianeta e immagazzina più carbonio di qualsiasi altro bioma del pianeta. Il valore annuale per i servizi ecologici della foresta boreale è stimato intorno ai 93,2 miliardi di dollari, ovvero 2,5 in più del valore annuale di estrazione delle risorse.
Il valore economico di 17 servizi ecosistemici per l'intera biosfera (calcolato nel 1997) ha un valore medio stimato di 33 trilioni di dollari all'anno. Questi valori economici ecologici non sono attualmente inclusi nei calcoli dei conti del reddito nazionale, del PIL e non hanno attributi di prezzo perché esistono principalmente al di fuori dei mercati globali. La perdita di capitale naturale continua ad accelerare e non viene individuata o ignorata dall'analisi monetaria tradizionale.
All'interno della comunità internazionale il principio di base non è controverso, anche se esiste molta incertezza sul modo migliore di valutare diversi aspetti della salute ecologica, del capitale naturale e dei servizi ecosistemici. <i>Contabilità a costo pieno</i>, tripla linea di fondo, misurazione del benessere e altre proposte di riforma contabile spesso includono suggerimenti per misurare un "deficit ecologico" o "deficit naturale" insieme a un deficit sociale e finanziario. È difficile misurare un tale deficit senza un accordo sui metodi di valutazione e verifica almeno delle forme globali di capitale naturale (ad es. Valore di aria, acqua, suolo).
Tutti gli usi del termine attualmente differenziano in qualche modo il capitale naturale da quello artificiale o infrastrutturale. Gli indicatori adottati dal Centro di monitoraggio della conservazione mondiale del Programma delle Nazioni Unite per l'ambiente e dall'Organizzazione per la cooperazione e lo sviluppo economico (OCSE) per misurare la biodiversità naturale usano il termine in un modo leggermente più specifico. Secondo l'OCSE, con capitale naturale si intendono i "beni naturali nel loro ruolo di fornire input di risorse naturali e servizi ambientali per la produzione economica" ed è "generalmente considerato comprendere tre categorie principali: stock di risorse naturali, terra ed ecosistemi".
Il concetto di "capitale naturale" è stato utilizzato anche dal progetto Biosfera 2 e dal modello economico del capitalismo naturale di Paul Hawken, Amory Lovins e Hunter Lovins . Di recente, ha iniziato a essere utilizzato da politici, in particolare Ralph Nader, Paul Martin Jr. e agenzie del governo del Regno Unito, tra cui il Natural Capital Committee e il London Health Observatory.
Nel libro "Capitalismo naturale. La prossima rivoluzione industriale" l'autore afferma che la "prossima rivoluzione industriale" dipende dallo sposarsi di quattro strategie centrali: "la conservazione delle risorse attraverso processi produttivi più efficaci, il riutilizzo dei materiali come si trovano nei loro sistemi naturali, un cambiamento di valori dalla quantità alla qualità e investimenti nel capitale naturale o ripristino e sostegno delle risorse naturali".

## Dichiarazione sul capitale naturale
Nel giugno 2012 è stata lanciata una "dichiarazione sul capitale naturale" (NCD) alla Conferenza delle Nazioni Unite sullo sviluppo sostenibile tenutasi in Brasile. Un'iniziativa del settore finanziario globale, è stata firmata da 40 amministratori delegati per "integrare le considerazioni sul capitale naturale in prestiti, azioni, reddito fisso e prodotti assicurativi, nonché in quadri contabili, informativi e di rendicontazione". Hanno collaborato con organizzazioni di supporto allo sviluppo di strumenti e parametri per integrare i fattori di capitale naturale nelle strutture aziendali esistenti. In sintesi, i suoi quattro obiettivi chiave sono:
- Aumentare la comprensione della dipendenza aziendale dalle attività di capitale naturale;
- Supportare lo sviluppo di strumenti per integrare le considerazioni sul capitale naturale nel processo decisionale di tutti i prodotti e servizi finanziari;
- Contribuire a costruire un consenso globale sull'integrazione del capitale naturale nella contabilità e nel processo decisionale del settore privato;
- Incoraggiare un consenso sulla rendicontazione integrata per includere il capitale naturale come una delle componenti chiave del successo di un'organizzazione.

## Protocollo sul capitale naturale
Nel luglio 2016, la Natural Capital Coalition ha pubblicato il protocollo sul capitale naturale. Il protocollo fornisce alle organizzazioni un quadro standardizzato per identificare, misurare e valutare i loro impatti e dipendenze diretti e indiretti sul capitale naturale. Il protocollo armonizza gli strumenti e le metodologie esistenti e guida le organizzazioni verso le informazioni di cui hanno bisogno per prendere decisioni strategiche e operative che includono impatti e dipendenze dal capitale naturale.
Il protocollo è stato sviluppato in collaborazione con 38 organizzazioni che hanno firmato contratti volontari precompetitivi.
Il protocollo è disponibile su licenza Creative Commons ed è gratuito per le organizzazioni.

## Standard concordato a livello internazionale
I conti ambientale-economici forniscono il quadro concettuale per le statistiche integrate sull'ambiente e le sue relazioni con l'economia, compresi gli impatti dell'economia sull'ambiente e il contributo dell'ambiente all'economia. Una serie coerente di indicatori e statistiche descrittive può essere derivata dai conti che informano una vasta gamma di politiche, tra cui, ma non solo, economia verde / crescita verde, gestione delle risorse naturali e sviluppo sostenibile . Il Sistema di contabilità economico-ambientale (SEEA) contiene concetti, definizioni, classificazioni, regole contabili e tabelle standard concordati a livello internazionale per la produzione di statistiche comparabili a livello internazionale sull'ambiente e le sue relazioni con l'economia. La SEEA è un sistema flessibile nel senso che la sua attuazione può essere adattata alle situazioni e alle priorità specifiche dei paesi. Il coordinamento dell'attuazione della SEEA e dei lavori in corso su nuovi sviluppi metodologici è gestito e supervisionato dal Comitato di esperti delle Nazioni Unite sulla contabilità economico-ambientale (UNCEEA). La versione ufficiale finale del Framework centrale SEEA è stata pubblicata nel febbraio 2014.

## Approcci del settore privato
Alcuni studi prevedono un "ecosistema" di capitale naturale del settore privato, compresi investitori, attività e autorità di regolamentazione.

## Critica
Misurare le componenti del capitale naturale in qualsiasi regione è un processo complesso. L'attribuzione ad esse di valori monetari è controversa sia sul piano logico che su quello pratico. Nel Regno Unito, l'editorialista di Guardian, George Monbiot, è stato critico nei confronti del lavoro del Comitato per il capitale naturale del governo e di altri tentativi di attribuire qualsiasi tipo di valore monetario alle risorse di capitale naturale o ai servizi ecosistemici gratuiti che ci forniscono. In un discorso riferito a un rapporto del governo che suggeriva che una migliore protezione degli ecosistemi di acqua dolce del Regno Unito avrebbe prodotto un miglioramento del valore estetico di £ 700 milioni, ha deriso i tentativi di "confrontare cose che non possono essere confrontate direttamente". Ha continuato dicendo: 
(G. Monbiot)
In Italia, Femia e Capriolo (https://oneecosystem.pensoft.net/article/84689/download/pdf/) hanno sviluppato un approccio ai valori monetari alternativo a quello della valutazione, incluso anche nel V rapporto del Comitato Italiano per il Capitale Naturale (https://www.mase.gov.it/pagina/quinto-rapporto-sullo-stato-del-capitale-naturale-italia-2022).
Altri hanno difeso gli sforzi per integrare la valutazione del capitale naturale nel processo decisionale economico locale e nazionale, sostenendo che pone l'ambiente su una base più equilibrata se confrontato con altre pressioni commerciali e che la "valutazione" di tali attività non è la stessa come monetizzazione .

### Approfondimenti
- Pearce, D. 1993. Blueprint 3: Measuring Sustainable Development. Earthscan. ISBN 1-85383-183-2
- Jansson, AnnMari; et al. (1994). Investing in Natural Capital : The Ecological Economics Approach to Sustainability. Washington, D.C.: Island Press, 504 pp. ISBN 1-55963-316-6.
- Daily, Gretchen C. (editor) (1997). Nature’s Services: Societal Dependence on Natural Ecosystems. Washington, D.C.: Island Press, 392 pp. ISBN 1-55963-476-6.
- Prugh, Thomas; Robert Costanza et al. (1999). Natural capital and human economic survival. Solomons, Md.: International Society for Ecological Economics, 180 pp. ISBN 1-56670-398-0.
- Helm, Dieter (2015). Natural Capital - Valuing Our Planet. Yale University Press; 277 pp. ISBN 978-0-300-21098-9